# Parlement van Zimbabwe

Wapen van Zimbabwe

Het Parlement van Zimbabwe (Engels: Parliament of Zimbabwe) bestaat uit twee Kamers:
- de Nationale Vergadering (National Assembly) - lagerhuis, 270 leden;
- de Senaat (Senate) - hogerhuis, 80 leden.

## Geschiedenis
Tot 1980 was Zimbabwe een door kolonie die achtereenvolgens werd bestuurd door de British South Africa Company (1890-1923) en de Britse overheid (1923-1965/1980). Het land droeg de naam Zuid-Rhodesië en kreeg in 1899 een Wetgevende Raad (Legislative Council) met beperkte bevoegdheden. In 1923 werd de naam van de Wetgevende Raad gewijzigd in Wetgevende Vergadering (Legislative Assembly) en kreeg Zuid-Rhodesië een vorm van zelfbestuur en kregen alle "beschaafde" Rhodesiërs stemrecht. Dit betekende dat alle Britse onderdanen mochten stemmen en een klein deel van zwarte Afrikanen. Na de eenzijdige onafhankelijkheidsverklaring (UDI) van de blanke minderheidsregering van Rhodesië in 1965 werd de Wetgevende Vergadering omgevormd tot een parlement waarbij een vastgesteld aantal zetels was gereserveerd voor zwarte Afrikanen. Het aantal voor zwarten gereserveerde zetels vormde altijd een minderheid zodat de blanke Rhodesische regering altijd kon rekenen op een meerderheid in het parlement. De naam van het parlement werd gewijzigd in Huis van Samenkomst (House of Assembly) en in 1969 werd er een hogerhuis opgericht, de Senaat (Senate).
In 1979, na een jarenlange vrijheidsstrijd, besloot de blanke minderheidsregering tot machtsdeling. De landsnaam werd gewijzigd in Zimbabwe-Rhodesië en de grondwet (1979) voorzag in een parlementair stelsel waarin nog maar een beperkt aantal zetels was gereserveerd voor de blanken. Zimbabwe-Rhodesië was slechts een overgangsland. Net als Rhodesië eerder, werd het land door geen enkel ander land ter wereld erkend. Binnen een jaar werd besloten om het Britse bestuur tijdelijk over het land te herstellen en in deze overgangsperiode kwam er een nieuwe grondwet tot stand die een einde maakte aan het minderheidsbestuur.
In 1980 werd Rhodesië een onafhankelijke republiek met de naam Zimbabwe. Tot 1987 waren er twintig zetels in het Huis van Samenkomst voor de blanke bevolking gereserveerd, maar in dat jaar kwam aan deze praktijk een einde. In 1989 werd de Senaat afgeschaft, maar in 2005 weer in ere hersteld.
Sinds de onafhankelijkheid wordt het parlement gedomineerd door het Zimbabwaanse Afrikaanse Nationale Unie - Patriottisch Front (ZANU-PF).

## Ambtsbekleders

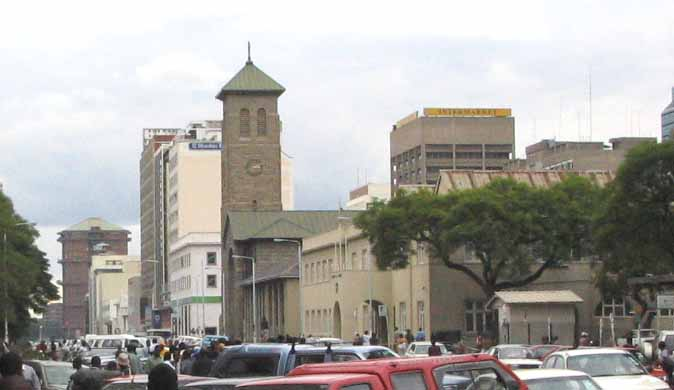
Het parlementsgebouw in Harare.

|                                         |                 |            |
| FUNCTIE                                 | NAAM            | TERMIJN    |
|                                         |                 |            |
| Voorzitter van de Nationale Vergadering | Jacob Mudenda   | 2018–heden |
| Voorzitter van de Senaat                | Mabel Chinomona | 2018–heden |